# Червоное (Корсунь-Шевченковский район)
Червоное (укр. Червоне) — посёлок в Корсунь-Шевченковском районе Черкасской области Украины.
Население по переписи 2001 года составляло 30 человек. Почтовый индекс — 19426. Телефонный код — 4735.

## Местный совет
19426, Черкасская обл., Корсунь-Шевченковский р-н, с. Драбовка, ул. Ленина